# 穴吹駅
穴吹駅（あなぶきえき）は、徳島県美馬市穴吹町穴吹字岩手にある、四国旅客鉄道（JR四国）徳島線の駅。駅番号はB16。
旧・穴吹町の代表駅で、なおかつ美馬市の代表駅（美馬市には穴吹町にしか駅が存在しない）。全特急列車が停車する。

## 歴史
駅が開設された当時の穴吹周辺は、山間部で生産された藍を集め、吉野川の舟運で徳島方面へ輸送する拠点だった。鉄道が開通したことによりこの輸送は鉄道に転換した。広い構内は貨物輸送を行っていた時代の名残である。1950年（昭和25年）頃、駅前の和菓子店「日乃出本店」が駅構内で「ぶどう饅頭」の立ち売りを始めて評判となった。しかし自家用車の普及で鉄道利用客が減少したため、1980年（昭和55年）頃に立ち売りはなくなった。

### 年表
- 1914年（大正3年）3月25日：開業[1]。
- 1950年（昭和25年）3月29日：昭和天皇の戦後巡幸に伴い、お召し列車が発着[4]。
- 1983年（昭和58年）4月1日：自動券売機設置[5]。
- 1987年（昭和62年）4月1日：国鉄分割民営化により四国旅客鉄道が承継[1]。
- 2021年（令和3年）10月：みどりの窓口が営業を終了し、みどりの券売機プラスの稼働開始[2][6]。
- 2025年（令和7年）3月15日：終日無人化[7]。新設ホーム（新1番線）の使用を開始[8]。

## 駅構造
地上駅。跨線橋はなく、駅舎とホームは構内踏切で結ばれている。木造駅舎中央には、民営化後の改装で取り付けられた三角屋根がある。無人駅で、みどりの券売機プラスが設置されている。稼働時間は5:30-23:55、オペレーター対応時間は7:00-20:00。また、男女共用の汲み取り式便所が置かれていたが、2021年に改修され、男女別水洗式便所に置き換わっている。
駅舎にキヨスク（四国キヨスク）（営業時間：6時35分-17時10分）があったが、2016年4月に閉店し、同月に公衆電話も撤去された。

### のりば
単式ホーム1面1線と島式ホーム1面2線、合計2面3線のホームを有する地上駅。
当駅で折り返す列車が多いため、使用ホームは一定していない。
2025年3月15日のダイヤ改正より、徳島方面からのみ入線可能な切り欠き式ホーム（新1番線）の使用を開始した。
| のりば | 方向 | 行先                     |
| ------ | ---- | ------------------------ |
| 1      | 上り | 鴨島・徳島方面           |
| 2      | 上り | 鴨島・徳島方面           |
| 3      | 上り | 鴨島・徳島方面の一部列車 |
| 3      | 下り | 阿波池田行き             |

付記事項
- 徳島線のほぼ中心にある拠点駅で、当駅から阿波池田駅方面は列車の運行本数が激減する。
- 2018年3月17日改正ダイヤ[10]時点では最終列車の終着時刻が日付を越えた0時34分（各停徳島23時37分発）で徳島県内では最も遅い時間となっていたが、この時間帯にあたる列車が阿波川島駅発着に短縮された2020年3月14日改正ダイヤ[11]では23時55分（各停徳島22時58分発）と当日中の終着となっている。
- 線路沿いにはツツジが植えられており、4月下旬から5月頃に見ごろとなる。

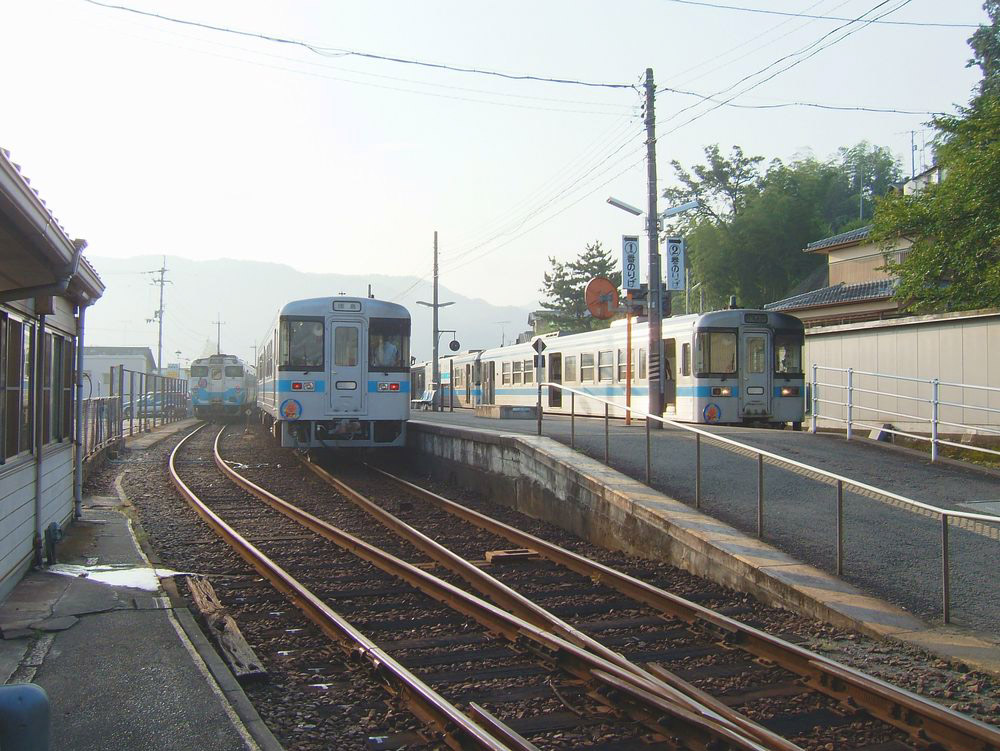
ホーム（2006年8月）

## 利用状況
1日平均乗車人員は下記の通り。
| - 1,102人（1995年度） - 1,101人（1996年度） - 1,034人（1997年度） - 1,026人（1998年度） - 1,016人（1999年度） - 989人（2000年度） - 932人（2001年度） - 859人（2002年度） - 828人（2003年度） - 776人（2004年度） | - 778人（2005年度） - 767人（2006年度） - 767人（2007年度） - 719人（2008年度） - 682人（2009年度） - 645人（2010年度） - 671人（2011年度） - 668人（2012年度） - 667人（2013年度） - 622人（2014年度） |

## 駅周辺

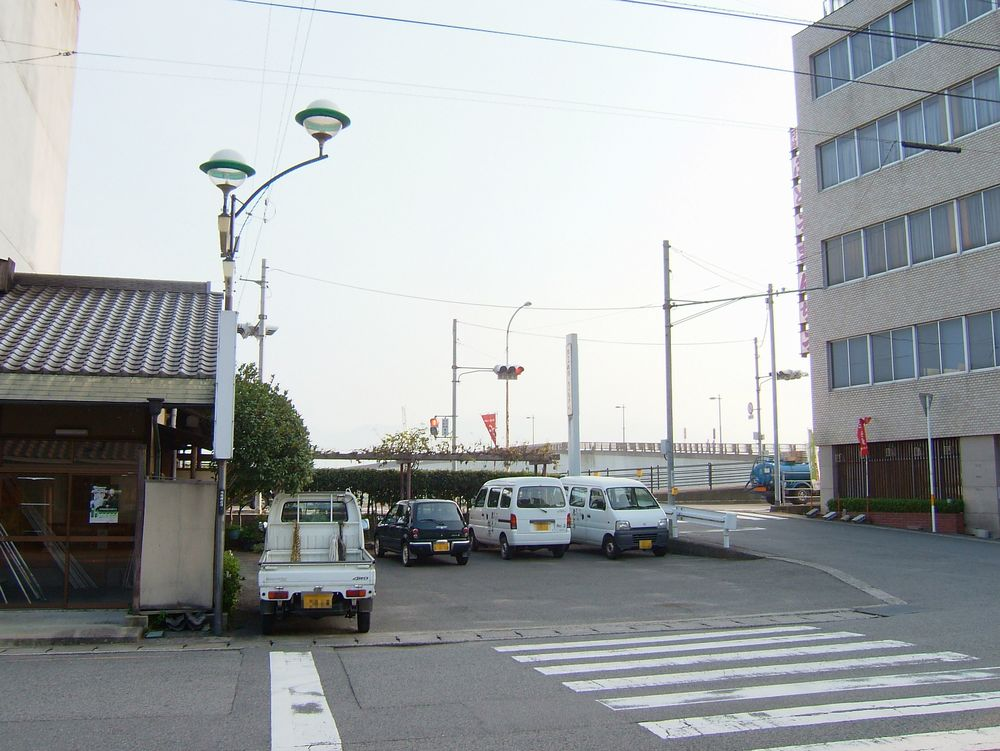
駅前風景、吉野川を跨ぐふれあい橋が奥に見える（2006年8月）

美馬市穴吹町地区だけでなく、対岸の美馬市脇町地区の玄関口となっている。
- 徳島地方法務局美馬支局
- 徳島県脇町合同庁舎
- 徳島県立穴吹高等学校
- 美馬市役所
- 最明寺
- 倭大国敷神社
- マルナカ 脇町店

## 隣の駅
四国旅客鉄道（JR四国）
■徳島線
- 特急「剣山」停車駅
- 観光列車「藍よしのがわトロッコ」停車駅

■普通
川田駅 (B15) - 穴吹駅 (B16) - 小島駅 (B17)